# سيد بيشوب
سيد بيشوب (بالإنجليزية: Sid Bishop)‏ (8 أبريل 1934 في المملكة المتحدة - 22 أبريل 2020) هو لاعب كرة قدم إنجليزي في مركز الدفاع. لعب مع نادي ليتون أورينت ونادي غيلفورد سيتي وهاستينغز يونايتد ‏. يُعد أحد أفضل المدافعين في تاريخ نادي شرق لندن.

## وصلات خارجية
- سيد بيشوب على موقع قاعدة بيانات كرة القدم.إي يو (الإنجليزية)